# Réserve écologique du Père-Louis-Marie
La réserve écologique du Père-Louis-Marie est située à 25 km au sud-est de Maniwaki, sur la rive du lac des Trente et Un Milles.  Ce site protège une forêt de résineux typique de la vallée de la Moyenne Gatineau.  La réserve et nommée en l'honneur du père Louis-Marie Lalonde (1896-1978), botaniste et vulgarisateur scientifique.  Il légua en 1962 à l'université Laval un herbier de 10 000 spécimens.